# Dageschalke
Als Dageschalke oder Dagewerchten bezeichnete man im Mittelalter die Eigenleute, also das unfreie Gesinde in Stadt und Land, das in der Regel weder eigentums- noch ehefähig, aber dennoch strafrechtlich einem latenten Schutz unterworfen war.
Besoldungsbücher und Tischordnungen bestätigen auch, dass selbst Hofkünstler zusammen mit Barbieren, Musikern, Schneidern, Köchen, Wärtern, Narren und Zwergen eines Hofes als stipendarii oder einfach nur dageschalke geführt wurden.